# برونو آپیتز

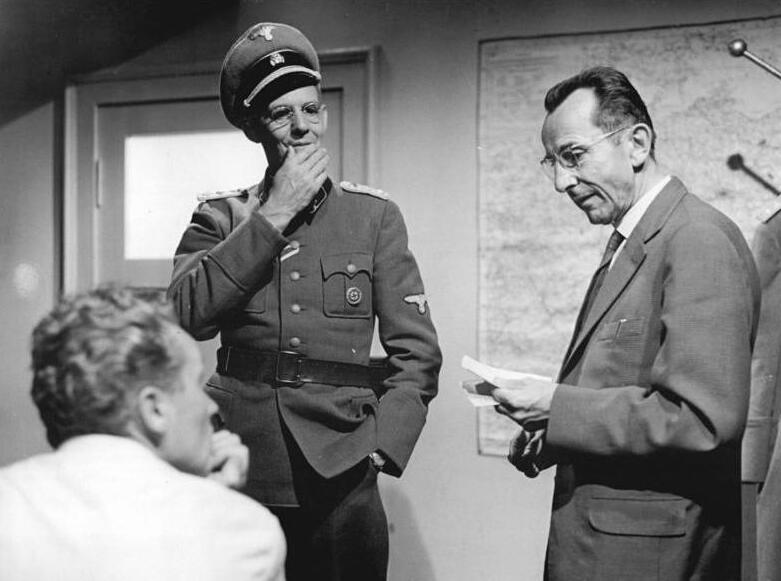
Bruno Apitz (right) on the set of Naked among Wolves.

برونو آپیتز (انگلیسی: Bruno Apitz) یک نویسنده و سیاست‌مدار اهل آلمان بود.
آپیتز پس از به قدرت رسیدن حزب نازی به دلیل عضویت در حزب کمونیست آلمان و همچنین نوشتن آثاری با مضمون سوسیالیستی و ضد جنگی دستگیر و به اردوگاه مرگ بوخن‌والد فرستاده شد که در نهایت از بازماندگان آنجا شد.
او مابقی عمر خود را در آلمان شرقی زندگی کرد.